# Ignacio Sáenz de Tejada
Ignacio Sáenz de Tejada Mut (Barcelona, 3 de abril de 1949-Majadahonda, 20 de octubre de 2013) fue un periodista y músico español.

## Biografía
Nacido en Barcelona, hijo de José María Sáenz de Tejada Fernández de Bobadilla y de María Dolores Mut Cardell, pronto se traslada a Madrid con su familia, debido al cambio de destino de su padre, militar de carrera. 
Se matricula primero en ciencias económicas, carrera que más tarde abandona por la de periodismo. En esta época comparte ya los estudios con su pasión por la música. Es uno de los miembros fundadores del grupo folk Nuestro Pequeño Mundo (al que volverá en su última etapa); crea, junto a Evangelina Sobredo (conocida más tarde como Cecilia) y Julio Seijas, el trío Expresión; y sobre todo acompaña al cantautor extremeño Pablo Guerrero, en sus giras y grabaciones. 
En 1984 entra en el Grupo Prisa y poco a poco va abandonando los escenarios, aunque por entonces continúa acompañado a artistas como Luis Eduardo Aute y a bandas como Suburbano. Primero trabaja en Radio El País, como director musical; y a partir de 1988 en el diario El País como redactor en la sección de cultura, principalmente como crítico musical.
En 1994 es contratado por BMG Ariola. A partir de entonces pondrá todo su conocimiento y experiencia al servicio de los músicos y la industria musical. Primero como director artístico (A&R), en BMG Ariola, Virgin Spain y Universal Music, sucesivamente, hasta 2002. Y desde entonces como editor de comunicación escrita, de nuevo en BMG Ariola, Sony BMG y EMI Music Spain. También fue el director musical de varias ediciones de los Premios de la Música, organizados por SGAE y AIE, a partir de 2002.
A partir de estos años retoma también su trayectoria como guitarrista. Vuelve a los escenarios acompañando a su amigo Pablo Guerrero y participa en la grabación de dos de sus discos: Plata (2005) y Luz de tierra (2009).

## Artistas relacionados
Entre 1969 y 2013, Ignacio Sáenz de Tejada trabajó como productor musical, director artístico y músico de grabación y/o acompañamiento con los siguientes artistas:
- Aguaviva
- Albert Pla
- Alberto Iglesias
- Almas Humildes
- Amaral
- Bebe
- Buika
- Bunbury
- Carlos Núñez
- Carlos Varela
- Carmen Linares
- Cecilia
- Los Chichos
- Chucho
- Coti
- Dover
- Efecto Mariposa
- Enrique Sierra
- Esclarecidos
- Estrella Morente
- Falete
- Fangoria
- Fernando Trueba
- Gonzalo Suárez
- Isabel Pantoja
- Ismael Serrano
- Javier Krahe
- Jaime Anglada
- Jaime Chávarri
- Jarabe de Palo
- Joaquín Díaz
- Joaquín Sabina
- Joan Manuel Serrat
- Jorge Drexler
- José Mercé
- José Luis Encinas
- Juan Habichuela
- Juan Perro
- Ketama
- Luis Auserón
- Lucrecia
- Luis Eduardo Aute
- Luis Pastor
- Macaco
- Maldeamores
- Meteosat
- Manolo Sanlúcar
- Maria del Mar Bonet
- Marina Heredia
- Miguel Poveda
- Miguel Ríos
- My Criminal Psycholovers
- Navajita Plateá
- Niña Pastori
- Nuestro Pequeño Mundo
- Ojos de Brujo
- La Oreja de Van Gogh
- Orquesta de las Nubes
- Orquesta Mondragón
- Paco de Lucía
- Pablo Guerrero
- Pablo Milanés
- Pedro Guerra
- Quique González
- Radio Futura
- Radio Tarifa
- Raimundo Amador
- Rosa León
- Rosana
- Sergio Dalma
- Siniestro Total
- Los Suaves
- Suburbano
- Suso Saiz
- The Sunday Drivers
- Tomatito
- Víctor Manuel